# Nicolas Grimaldi
Pour les articles homonymes, voir Grimaldi.
Ne doit pas être confondu avec Nicolas Grimal.
Nicolas Grimaldi, né le 24 décembre 1933 dans le 14e arrondissement de Paris, est un philosophe français. 

## Biographie
D'origine corse, Nicolas Grimaldi est le fils de Dominique Grimaldi, instituteur engagé à Force ouvrière et à la Section française de l'Internationale ouvrière. Lui-même membre de la SFIO, il la quitte en 1968.
Il est agrégé (1959) et docteur en philosophie (1970).
Professeur émérite à l'université Paris IV-Sorbonne, où il a occupé successivement les chaires d'histoire de la philosophie moderne et de métaphysique, il est l'auteur de nombreux essais philosophiques. Ses sujets de prédilections, qu'il aborde souvent de façon non systématique dans des réflexions libres, comprennent des notions aussi diverses que l'imaginaire, le temps, le désir, le jeu, l'attente et le moi, etc. S'intéressant à différentes branches de la philosophie (métaphysique, éthique, esthétique), il est spécialiste de René Descartes, et se reporte dans ses textes à de nombreuses références philosophiques (des présocratiques aux existentialistes) et littéraires (Kafka, Baudelaire, Simenon, Tolstoï, Proust, etc.)
Il enseigne dans les années 1950 au lycée Molière (Paris) puis dans les années 1970 au lycée Jules-Ferry (Paris).
Il dirige de 1986 à 1988 le Centre d'études cartésiennes.

## Œuvres
- Le Désir et le Temps, PUF, coll. «Bibliothèque de philosophie contemporaine», 1971 ; réed. Vrin, 1992
- Aliénation et Liberté, Masson, 1972
- L'Expérience de la pensée dans la philosophie de Descartes, Vrin, 1978
- L'Art ou la feinte passion. Essai sur l'expérience esthétique, 1983
- Introduccion a la filosofia de la historia de K. Marx, Dossat, 1986
- Six études sur la volonté et la liberté chez Descartes, Vrin 1988
- Descartes. La morale, Vrin, 1992
- La Jalousie, étude sur l'imaginaire proustien, Acte Sud, 1993
- Ontologie du temps, PUF, 1993
- Partie réservée à la correspondance, encre marine, La Versanne, 1995
- L'Ardent sanglot, encre marine, La Versanne, 1995
- Le Souffre et le Lilas. Essai sur l'esthétique de Van Gogh,  encre marine, La Versanne, 1995
- Études cartésiennes: Dieu, le temps, la liberté, Vrin, 1996
- Le Travail, communion et excommunication, PUF, 1998
- Bref Traité du désenchantement, PUF, 1998
- Ambiguïtés de la liberté, PUF, 1999
- L'Homme disloqué, PUF, 2001
- Traité des solitudes, PUF, 2003
- Socrate, le sorcier, PUF, 2004
- Bref traité du désenchantement, Livre de Poche, 2004 (réédition)
- Traité de la banalité, PUF, 2005
- Le Livre de Judas, PUF, 2006
- Descartes et ses fables, PUF, 2006
- Préjugés et paradoxes, PUF, 2007
- Proust, les horreurs de l'amour, PUF, 2008
- Une démence ordinaire, PUF, 2009
- Essai sur la jalousie. L'enfer proustien, PUF, 2010
- L'inhumain, PUF, 2011
- Métamorphoses de l’amour, Grasset, 2011
- L'Effervescence du vide, Grasset, 2012
- Les Théorèmes du moi, Grasset, 2013
- À la lisière du réel. Dialogue avec Anne-Claire Désesquelles, Paris, Les petits Platons (Les dialogues des petits Platon), 2013
- Raison et religion à l'époque des Lumières, Berg International, 2014
- Le Crépuscule de la démocratie, Grasset, 2014
- Les Idées en place. Mon abécédaire philosophique, PUF, 2014
- Les Nouveaux Somnambules, Grasset, 2016
- Mémoires d'un passager clandestin, Colonna, 2016
- Trois éclaircies sur le Bien, le Beau, le Vrai, Colonna, 2016
- Sortilèges de l'imaginaire, PUF, 2019
- Les songes de la raison, Pocket, 2020